# Kauaros

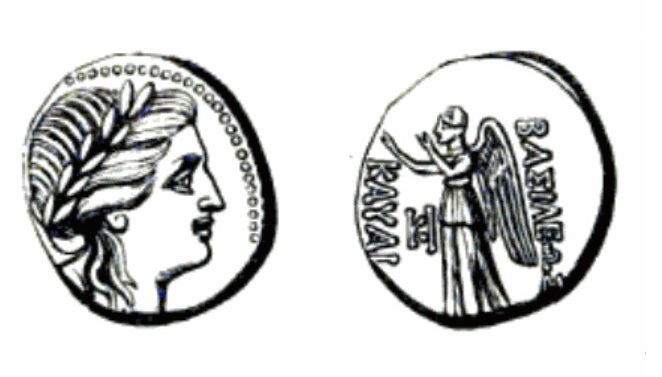
Bronzemünze des Kauaros

Kauaros (altgriechisch Καύαρος, lateinisch Cavarus) war ein keltischer Fürst von Tylis im späten 3. Jahrhundert v. Chr.
Nach dem Begründer des Fürstentums der Kelten von Tylis, Komontorios, war Kauaros sein zweiter namentlich bekannter und zugleich auch letzter König. Sein Herrschaftsbereich erstreckte sich auch über Kabile, da er dort Münzen prägen ließ. Im Jahr 220 v. Chr. intervenierte er im Krieg Byzantions gegen Rhodos und Prusias I. von Bithynien und vermittelte einen Frieden. Zum Anlass dieses Krieges hatte das Fürstentum Tylis einen entscheidenden Anteil, denn es hatte von den Byzantiern einen jährlichen Tribut von 80 Talenten erhoben. Um diese aufbringen zu können, hatte Byzantion wiederum eine Zollgebühr für die Befahrung des Bosporus erhoben, an der sich der Krieg entzündet hatte. Im Gegenzug für den Tribut hatte Kauaros den Byzantiern in Kriegen gegen die Thraker beigestanden und eine sichere Schifffahrt auf dem Bosporus gewährleistet, was ihm die Anerkennung des Geschichtsschreibers Polybios einbrachte. Allerdings sei er später durch die Intrigen des Kalchedoniers Sostratos verdorben worden. Um das Jahr 212 v. Chr. wurde das keltische Reich von Tylis nach einer Erhebung der Thraker gestürzt.
Nach ihm ist seit 2013 der Cavarus Point benannt, eine Landspitze in der Antarktis.